# Campeonato Mundial de Ciclismo em Pista de 1960
O Campeonato Mundial UCI de Ciclismo em Pista de 1960 foi realizado na Alemanha Oriental, nas cidade de Leipzig e Chemnitz,  entre os dias 3 e 14 de agosto. Foram disputadas seis provas masculinas, três para profissionais e três para amadores, mais duas provas femininas nas categorias velocidade e perseguição individual. 
As provas aconteceram nos velódromos Alfred Rosch Kampfbahn e Sportforum Chemnitz.

## Sumário de medalhas

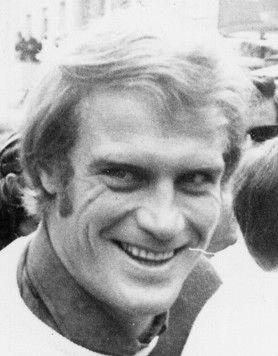
Rudi Altig ciclista da Alemanha Ocidental, vencedor da prova de perseguição individual.

| Eventos profissionais masculinos |                                    |                                       |                                      |
| Velocidade individual            | Antonio Maspes · Itália            | Oscar Plattner · Suíça                | Jos De Bakker · Bélgica              |
| Perseguição individual           | Rudi Altig · Alemanha Ocidental    | Willy Trepp · Suíça                   | Ercole Baldini · Itália              |
| Motor-paced                      | Guillermo Timoner · Espanha        | Martin Wierstra · Países Baixos       | Norbert Koch · Países Baixos         |
| Eventos amadores masculinos      |                                    |                                       |                                      |
| Velocidade individual            | Sante Gaiardoni · Itália           | Leo Sterckx · Bélgica                 | David Handley · Reino Unido          |
| Perseguição individual           | Marcel Delattre · França           | Henk Nijdam · Países Baixos           | Siegfried Köhler · Alemanha Oriental |
| Motor-paced                      | Georg Stoltze · Alemanha Oriental  | Siegfried Wustrow · Alemanha Oriental | Henk Buis · Países Baixos            |
| Eventos femininos                |                                    |                                       |                                      |
| Velocidade individual            | Galina Ermolaeva · União Soviética | Valentina Maksimova · União Soviética | Jean Dunn · Reino Unido              |
| Perseguição individual           | Beryl Burton · Reino Unido         | Marie-Thérèse Naessens · Bélgica      | Lyubov Shogina · União Soviética     |

## Quadro de medalhas

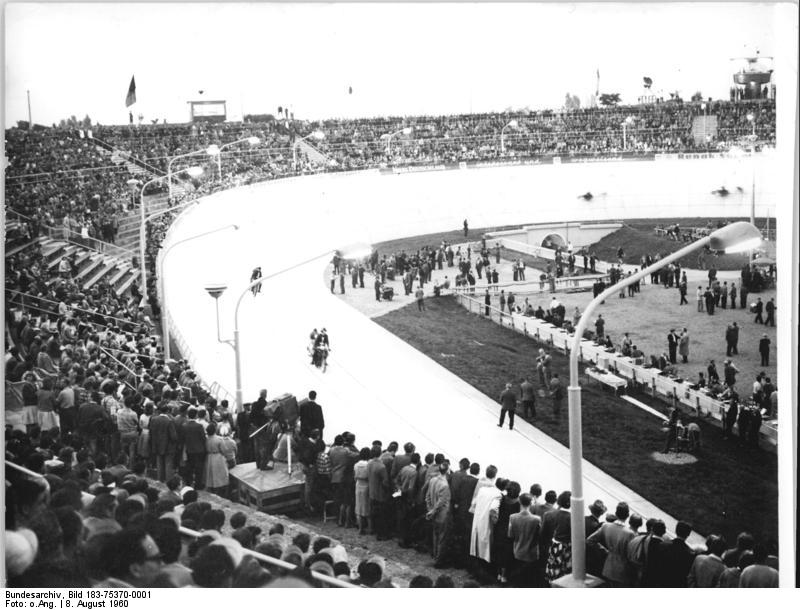
Chemnitz, Thälmann-Stadion, Radrennbahn.

| Ordem | País               | Medalha de ouro | Medalha de prata | Medalha de bronze | Total |
| ----- | ------------------ | --------------- | ---------------- | ----------------- | ----- |
| 1     | Itália             | 2               | 0                | 1                 | 3     |
| 2     | Alemanha Oriental  | 1               | 1                | 1                 | 3     |
| 2     | União Soviética    | 1               | 1                | 1                 | 3     |
| 4     | Reino Unido        | 1               | 0                | 2                 | 3     |
| 5     | Espanha            | 1               | 0                | 0                 | 1     |
| 5     | França             | 1               | 0                | 0                 | 1     |
| 5     | Alemanha Ocidental | 1               | 0                | 0                 | 1     |
| 8     | Países Baixos      | 0               | 2                | 2                 | 4     |
| 9     | Bélgica            | 0               | 2                | 1                 | 3     |
| 10    | Suíça              | 0               | 2                | 0                 | 2     |
|       | TOTAL              | 8               | 8                | 8                 | 24    |